# Вилхелм фон Шварценберг
Вилхелм фон Шварценберг (на немски: Wilhelm von Schwarzenberg; * 26 август 1511; † 11 януари 1552) е фрайхер на Шварценберг-Хоенландсберг (1538 – 1552) от баварската линия на фамилията Шварценберг.

## Произход
Той е най-големият син на фрайхер Кристоф I фон Шварценберг (1488 – 1538) и съпругата му Ева фон Монфор-Тетнаг (1494 – 1527), дъщеря на граф Улрих V „Красивия“ фон Монфор-Тетнанг-Флокенбах († 1520) и Магдалена фон Йотинген († 1525), дъщеря на граф Лудвиг XIII фон Йотинген-Валерщайн († 1486) и Ева фон Шварценберг-Хоенландсберг († 1473). Внук е на фрайхер Йохан фон Шварценберг (1463 – 1528) и съпругата му графиня Кунигунда фон Ринек (1469 – 1502).
Баща му Кристоф I фон Шварценберг се жени втори път на 1 януари 1528 г. за Схоластика Нотхафт фон Вернберг (1509 – 1589).
Брат е на фрайхер Себастиан († 2 септември 1558) и Ханс Кристоф († 1 юни 1548) и полубрат на Ото Хайнрих († 11 август 1590, Мюнхен), граф и господар на Шварценберг, господар на Хоенландсберг, Рандек и Винцер.

## Фамилия
Вилхелм фон Шварценберг се жени на 25 октомври 1544 г. за Мария фон Ек цу Рандек (* 1 октомври 1525; † 13 август 1570, Мюнхен), дъщеря на Леонхард фон Ек цу Рандек и Фелицитас фон Фрайберг. Те имат децата:
- Вилхелм фон Шварценберг (* 10 май 1546; † 1547)
- Вилхелм фон Шварценберг (*/† 14 юли 1547)
- Урсула фон Шварценберг (*/† 15 април 1548)
- Кристоф II фон Шварценберг (* 7 септември 1550; † 6 юли 1596), граф на Шварценберг (1552 – 1596) и граф на Хоенландсберг (1566 – 1596), женен за Анна Кергл цу Фюрт (* 1553; † 1622)
- Салома фон Шварценберг (* 24 септември 1551)

Вдовицата му Мария фон Ек се омъжва втори път 1530 г. за Арундо Шлик цу Басано-Вайскирхен (1522 – 1589).